# Château de Villaines
Ne doit pas être confondu avec Château de Villaines-en-Duesmois.
Le château de Villaines est un château construit à partir du XVIIe siècle sur la commune de Louplande dans le département de la Sarthe. 
Le château est en partie inscrit au titre des monuments historiques et bénéficie du label Jardin remarquable.

## Histoire
Le château de Villaines est édifié au XVIIe siècle sur les ruines d'une ancienne forteresse du XIIe siècle. La terre de Villaines fut acquise en 1776 par le marquis d'Aux alors qu'elle appartenait auparavant à la famille de Gaignon. Le château pris alors le nom de son nouveau propriétaire avant de redevenir le château de Villaines à la fin du XIXe siècle. Pendant la Première Guerre mondiale, le château de Villaines était un centre de formation pour les aumôniers militaires de l'armée américaine. Il fut occupé par les troupes allemandes dès 1940 au cours de la Seconde Guerre mondiale.
Dans Madame Firmiani, Honoré de Balzac y situe la propriété d'Octave de Camps qui est obligé de la vendre à la Bande noire.

## Protections
Les façades et toitures, l'escalier avec sa rampe en fer forgé, les douves avec leur pont et la fuie font l'objet d'une inscription au titre des monuments historiques depuis le 13 septembre 1984.
Le parc du château de Vilaines constitue un site classé au titre des articles L.341-1 à L.341-22 du code de l'environnement depuis le 04 octobre 1967, pour une surface de 15,2 hectares.
Le jardin du château est également titulaire du label Jardin remarquable.